# Justyna Bartoszewicz
Justyna Bartoszewicz (ur. 11 maja 1982 w Białymstoku) – polska aktorka teatralna, filmowa i telewizyjna.

## Życiorys
Absolwentka wrocławskiej filii PWST (2005). W teatrze zadebiutowała 4 grudnia 2003 rolą Księżniczki w musicalu Kaj i Gerda. Baśń o Królowej Śniegu Piotra Dziubka w reż. Wojciecha Kościelniaka na scenie Teatru Muzycznego – Operetce Wrocławskiej. Występowała gościnnie na Scenie Dramatycznej w Jeleniej Górze. Od 2006 związana jest z Teatrem Wybrzeże w Gdańsku (etat od 2007).

## Role teatralne (wybór)
- 2003 – Kaj i Gerda. Baśń o Królowej Śniegu jako księżniczka (reż. W. Kościelniak)
- 2004 – Decydujące zwarcie, czyli Próby – różne role (reż. Wojciech Ziemiański)
- 2005 – Moralność pani Dulskiej jako Hesia Dulska (reż. Krzesisława Dubiel-Hrydzewicz)
- 2005 – Frida, zraniony ptak jako La Llorona (reż. Barbara Klimczak)
- 2006 – Arabska noc jako Franziska (reż. Monika Dawidziuk)
- 2006 – Romeo i Julia jako Julia (reż. Krzysztof Rekowski)

### Teatr Wybrzeże, Gdańsk
- 2007 – Dar z nieba jako Paige Petite (reż. Tomasz Obara)
- 2007 – Blaszany bębenek jako Maria (reż. Adam Nalepa)
- 2008 – Loretta jako Loretta (reż. Michał Kotański)
- 2008 – Portret Doriana Graya jako Sybilla Vane, Gladys Wotton (reż. zespołowa)

### Teatr Szekspirowski, Gdańsk
- 2014 – Wesołe kumoszki z Windsoru jako Anna Page (reż. Paweł Aigner)

## Filmografia
- 1997–2013: Klan − jako koleżanka Olki Lubicz ze studiów w Wyższej Szkole Humanistyki Stosowanej
- 2002–2010: Samo życie − jako pielęgniarka, kandydatka do pracy w szpitalu, którego dyrektorem jest Stefan Frączak
- 2004–2013: Pierwsza miłość − jako Oliwka, „dublerka” Marty Stańczyk podstawiona Bartkowi Miedzianowskiemu przez Elwirę, dziennikarkę w redakcji studenckiej gazety „Indeks”
- 2006–2007: Dwie strony medalu − jako szermierka Mariola
- 2006: Jasminum − jako uczennica fryzjerska
- 2006: Swoimi słow@mi − jako Agata
- 2009: Tancerze − jako kobieta w porcie (odc. 20)
- 2011: Czarny czwartek − jako pielęgniarka w szpitalu
- 2011: Ludzkie sprawy − jako psycholog Agnieszka Konecka
- 2013: Układ zamknięty − jako pielęgniarka
- 2013: Prawo Agaty − jako Wiki Jazgar, żona Artura (odc. 49)
- 2023: Święto ognia – jako onkolog

## Nagrody
- 2005 – Nagroda Specjalna ZASP za różnorodne role w przedstawieniu Decydujące zwarcie, czyli Próby Bogusława Schaeffera na XXIII Festiwalu Szkół Teatralnych w Łodzi
- 2005 – stypendium Ministra Kultury dla najlepszej studentki w roku akademickim 2004/2005

## Informacje dodatkowe
- Ma 167 cm wzrostu.
- Posiada wiele umiejętności: taniec charakterystyczny, balet, flamenco, śpiew, gra na fortepianie, szermierka, jazda konna, pantomima[1].